# Juan Antonio Frías y Escalante
Juan Antonio Frías y Escalante (ur. w 1633 w Kordobie, zm. w 1669 w Madrycie) – hiszpański malarz okresu baroku.
Był uczniem Francisca Riziego. Tworzył pod wpływem artystów weneckich: Paola Veronesego i Jacopa Tintoretta. Duży wpływ wywarł na niego również Alonso Cano. Malował przede wszystkim obrazy religijne.

## Wybrane dzieła
- Anioł budzi proroka Eliasza – 1667, Gemäldegalerie, Berlin
- Ecce Homo – 105 x 82, Prado, Madryt
- Komunia św. Rozalii – 1620–60, 215 x 190 cm, Prado, Madryt
- Martwy Chrystus – 1663, 84 x 162 cm, Prado, Madryt
- Nawrócenie św. Pawła – 1650–60, Museo Cerralbo, Madryt
- Niepokalane Poczęcie – 1663, 206,5 × 173 cm, Muzeum Sztuk Pięknych w Budapeszcie
- Św. Józef z Dzieciątkiem Jezus – 1660–65, 83 x 65 cm, Ermitaż, Sankt Petersburg
- Roztropność Abigail – 1667, 113 x 152 cm, Prado, Madryt
- Zwycięstwo wiary nad zmysłami – 1667, 113 x 152 cm, Prado, Madryt